# دوامة خيل

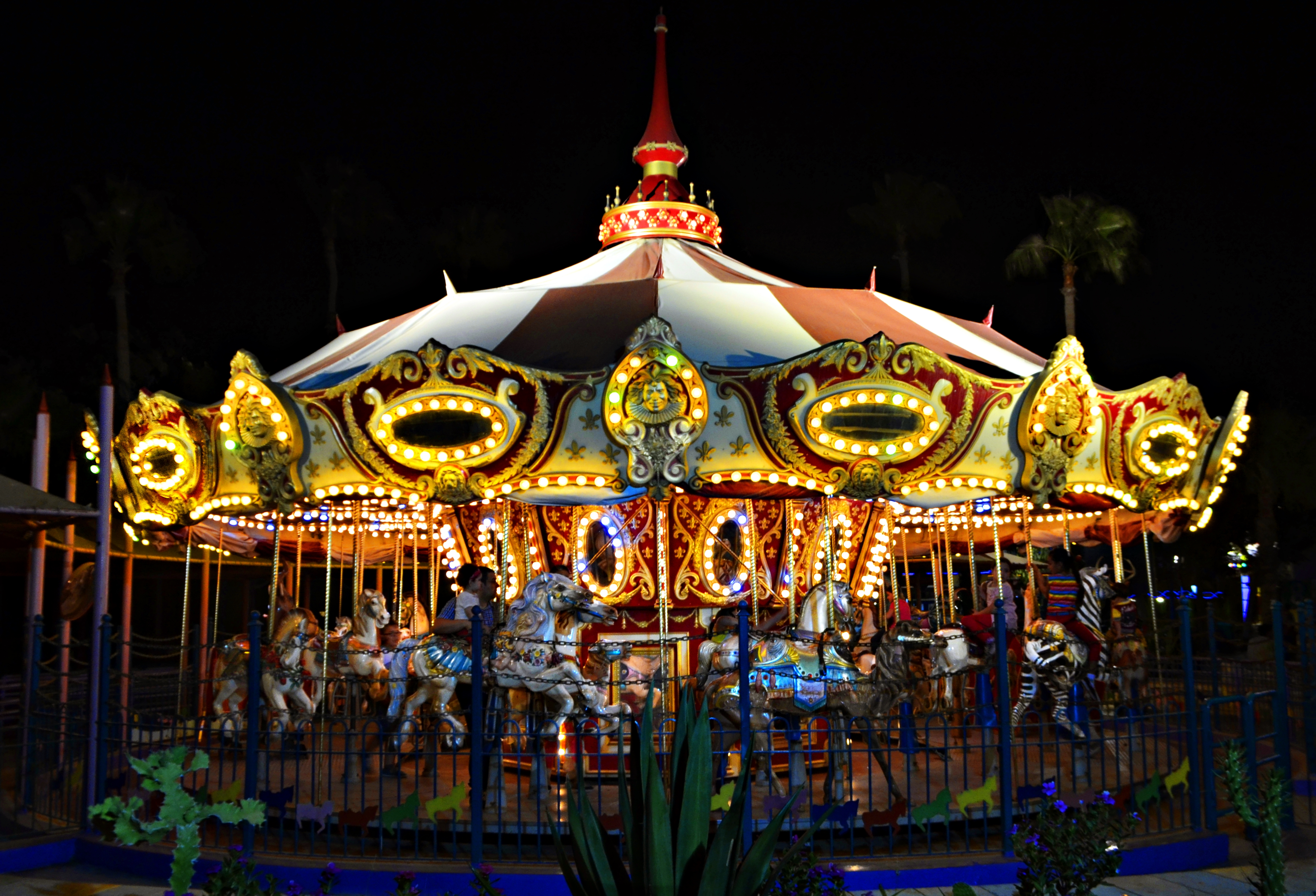
دوامة الخيل بإحدى مدن الملاهي بمدينة السادس من أكتوبر، مصر.

دوامة الخيل أو الكاروسيل إحدى ألعاب الملاهي وتتألف من دولاب أفقي دوار ومقاعد على صورة خيل أو نحوها .
(بالإنجليزية: carousel أو roundabout) و (بالفرنسية: carrousel) و (بالإيطالية: carosello) و أصل التسمية هو فرنسي . أصلها لعبة تمرين تدريبي كان يقوموا بها الفرسان من العرب و الأتراك على ظهر الخيل، حيث يقوموا برمي كرة من فخار داخلها عطر و إلتقاطها، من يسقطها، تنكسر فيصبح رائحته معبقة بالعطر. شاهدها الأوروبين أثناء الحروب الصليبية و سموها كاروسيل بمعنى "الحرب الصغير" و نقلت لفرنسا، حيث أعجبت الملك شارلز و جعلها إستعراض للجيوش و الخيل و سمى أحد الساحات (بلاس دو كاروسيل) و هي لا تزال قائمة اليوم.

## معرض صور

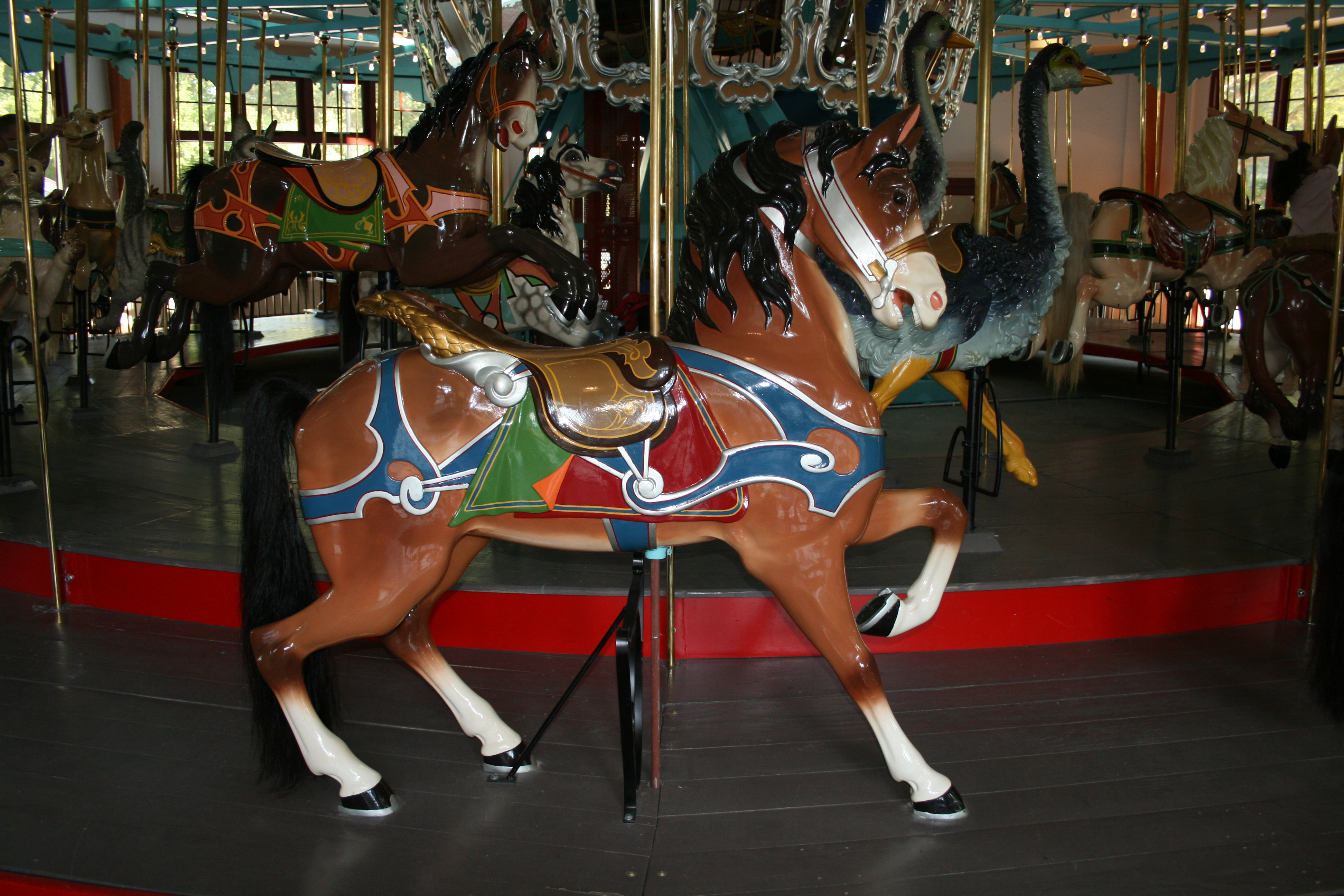
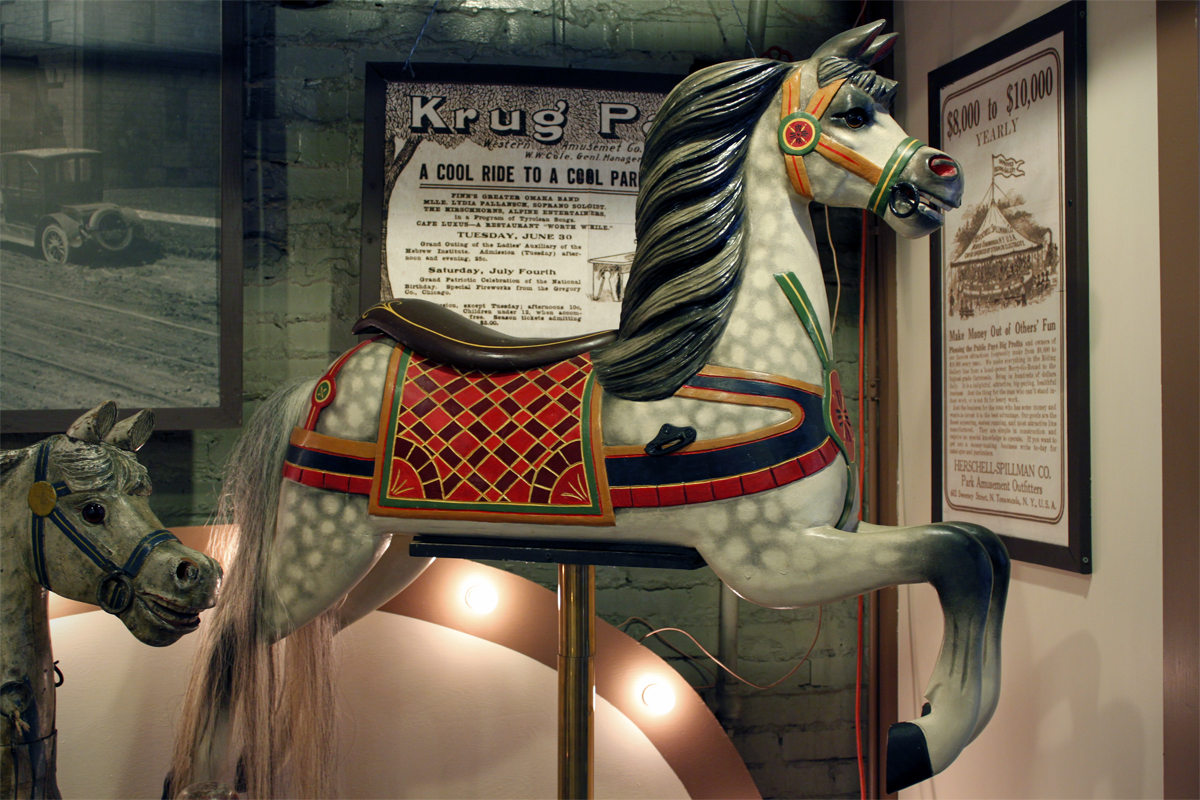
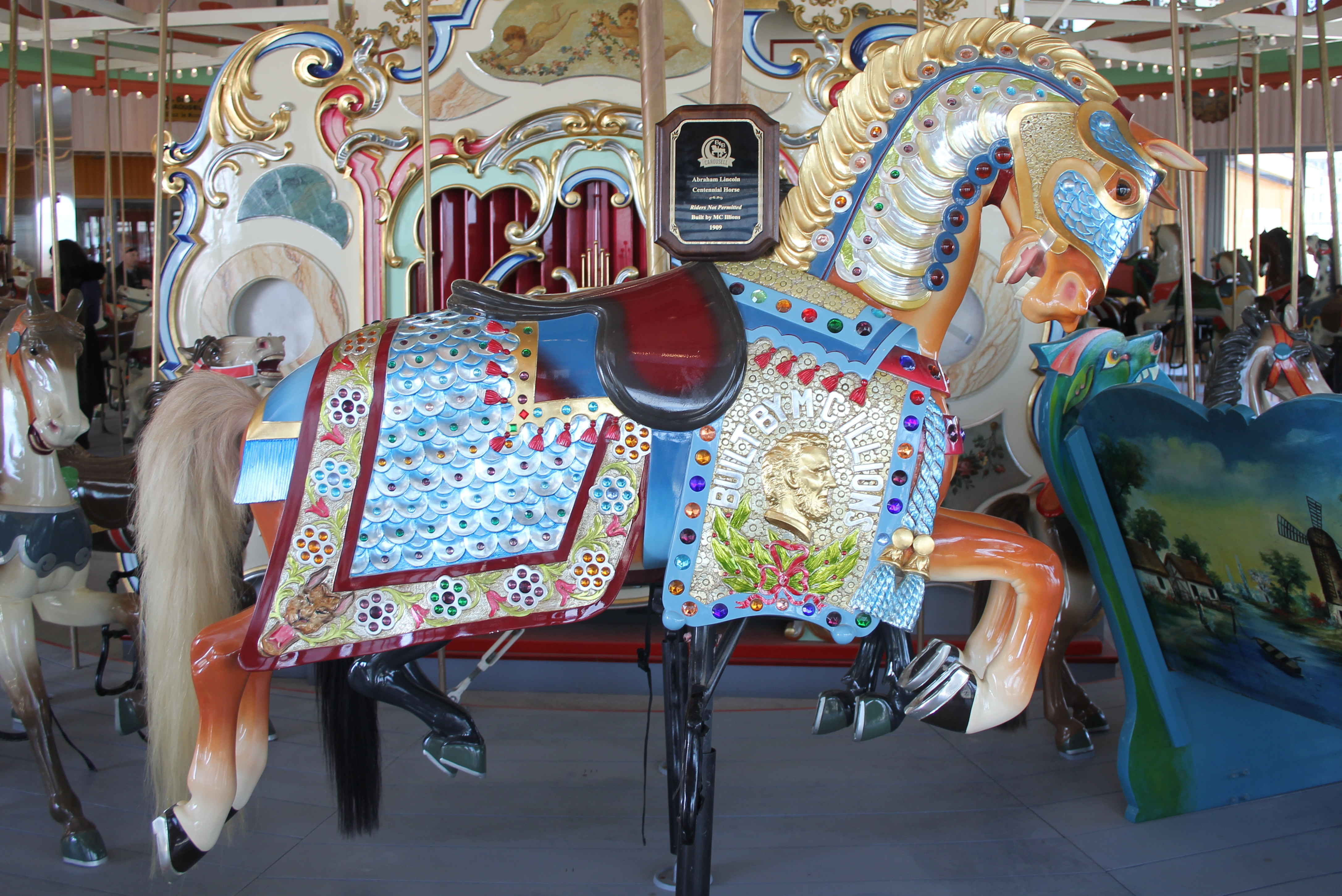